# Kepler-26 c
Kepler-26 c est une Super-Terre, orbitant autour d'une naine rouge située à environ 1 094 années-lumière (335,31 pc) de la Terre avec une magnitude apparente de 15,85.

## Caractéristiques physiques
L'exoplanète se distingue par sa masse faible de 0,020 MJ, son rayon compact de 0,24 RJ et sa température de 385 K.

## Orbite
Elle orbite à 0,11  unités astronomiques de son étoile, une distance comparable à celle de Vénus dans le système solaire.

## Découverte
L'exoplanète a été découverte par la méthode du transit en 2011.

## Habitabilité
Les conditions d'habitabilité de cette exoplanète ne sont pas déterminées ou ne sont pas connues.